# 宮嶋千佳子
宮嶋 千佳子（みやじま ちかこ、1964年1月2日 - ）は茨城県水戸市出身の女性タレント、リポーター。日本中央競馬会 (JRA) の各種イベントの司会などもこなしている。
オールウェーブ・アソシエツ所属。茨城県立水戸第二高等学校、日本大学芸術学部卒業。

## おもな出演歴
- 中央競馬ワイド中継（独立UHF放送局）アシスタント
- クイズ!今どきの日本（テレビ東京）
- 十字屋テレビショッピング司会
- めざましテレビ（フジテレビ、カネボウ生CM）

### ナレーション
- 名作の風景 (TBS)
- 安心な暮らし「個人情報を知る」 (TVK)

## 著書
- レディはタテガミがお好き（1996年5月15日、出版社光栄、ISBN 978-4877193713）